# Steuerbefreiung
Eine Steuerbefreiung findet in der Weise statt, dass bestimmte Einkommensteile, Umsätze oder Sachverhalte ausdrücklich von der jeweiligen Steuer ausgenommen werden.

## Persönliche oder sachliche Befreiung
Es wird zwischen einer persönlichen und einer sachlichen Steuerbefreiung unterschieden. Eine persönliche Steuerbefreiung setzt am Steuersubjekt, also am Steuerpflichtigen an, eine sachliche Steuerbefreiung am Steuerobjekt, also am Gegenstand der Besteuerung. Ein Beispiel für eine persönliche Steuerbefreiung ist die Steuerbefreiung für Verwandte in direkter Linie bei der Grunderwerbsteuer in Deutschland. Eine sachliche Steuerbefreiung liegt zum Beispiel bei der Befreiung der Umsätze aus Vermietung und die Verpachtung von Grundstücken von der Umsatzsteuer vor.

## Beispiele
Beispiel EinkommensteuerSteuerfrei ist nach § 3 Nr. 26 EStG, die sog. Übungsleiterpauschale für nebenberufliche Tätigkeiten bis höchstens jedoch 3.000 Euro.
Beispiel UmsatzsteuerSteuerfrei sind nach § 4 Nr. 12 UStG die Vermietung und die Verpachtung von Grundstücken.
Beispiel GewerbesteuerSteuerfrei sind nach § 3 Nr. 1 GewStG u. a. die staatlichen Lotterieunternehmen, die zugelassenen öffentlichen Spielbanken mit ihren der Spielbankabgabe unterliegenden Tätigkeiten.
Beispiel KörperschaftsteuerSteuerfrei sind nach § 5 Nr. 7 KStG politische Parteien und ihre Gebietsverbände sowie kommunale Wählervereinigungen und ihre Dachverbände.
Beispiel KraftfahrzeugsteuerSteuerfrei nach § 3d Abs. 1 KraftStG sind Elektrofahrzeuge ab Erstzulassung für fünf oder zehn Jahre bis maximal 2030.